# Caluera
Caluera é um género botânico pertencente à família das orquídeas (Orchidaceae). Foi proposto por Dodson & Determann em American Orchid Society Bulletin 52(4): 375 em 1983. A Caluera surinamensis Dodson & Determann é a espécie tipo deste gênero. O nome do gênero é uma homenagem ao Dr. Carlyle August Luer, médico americano especialista em espécies da subtribo Pleurothallidinae.

## Distribuição
Gênero composto por duas ou três espécies minúsculas, epífitas, de crescimento cespitoso,  que habitam as os raminhos musgosos das árvores das florestas do Equador ou da floresta Amazônica no Pará, Amapá, Suriname e Guiana.

## Descrição
Caluera pertence ao mesmo grupo de Ornithocephalus e Phymatidium, dos quais se diferencia por apresentar inflorescência lateral com cerca de quatro, raro cinco, pequenas flores todas brotando de sua extremidade, com coluna alongada e antera em formato de T, contendo dois pares de polínias conectadas a pequeno viscídio por longo e estreito estipe.
Além das características já citadas, apresentam pseudocaule muito curto, totalmente guarnecido por Baínhas imbricantes carnosas; folhas estreitas, elípticas, dísticas, agudas na extremidade; a inflorescência ereta, mais ou menos do comprimento das folhas, brota das axilas das folhas superiores.
As flores têm aparência cerosa, algo translúcidas, brancas, podendo apresentar pintas rosadas ou veias verdes. sépalas livres, abertas, agudas, estreitas, algo elíptico-obovadas, de margens irregulares; pétalas similares mas algo mais largas que as sépalas; labelo largo na extremidade e sacado no meio, então com margens levantadas, e calo carnoso na base; a coluna é delicada, arqueada e roliça.

## Lista de espécies
- Caluera surinamensis Dodson & Determann
- Caluera tavaresii Campacci & da Silva
- Caluera vulpina Dodson & R.O.Determann